# Kozy (województwo pomorskie)
Kozy (kaszub. Kòzë; niem. Kose) – wieś kaszubska w Polsce, położona w województwie pomorskim, w powiecie bytowskim, w gminie Czarna Dąbrówka.
W latach 1975–1998 wieś administracyjnie należała do województwa słupskiego.
Wieś jest siedzibą sołectwa Kozy, w którego skład wchodzi również miejscowość Kozin.
Na zachód od miejscowości znajdują się jeziora Mikorowo i Kozie. W Kozach znajduje się piękny pałac po dawnych właścicielach majątku Kose, państwu Klatt, a naprzeciwko pałacu, po drugiej stronie ulicy nekropolia z grobami rodziny von Klatt. Przed wojną, niedaleko wsi istniała cegielnia i wiele mniejszych folwarków.